# Mleczaj strefowany

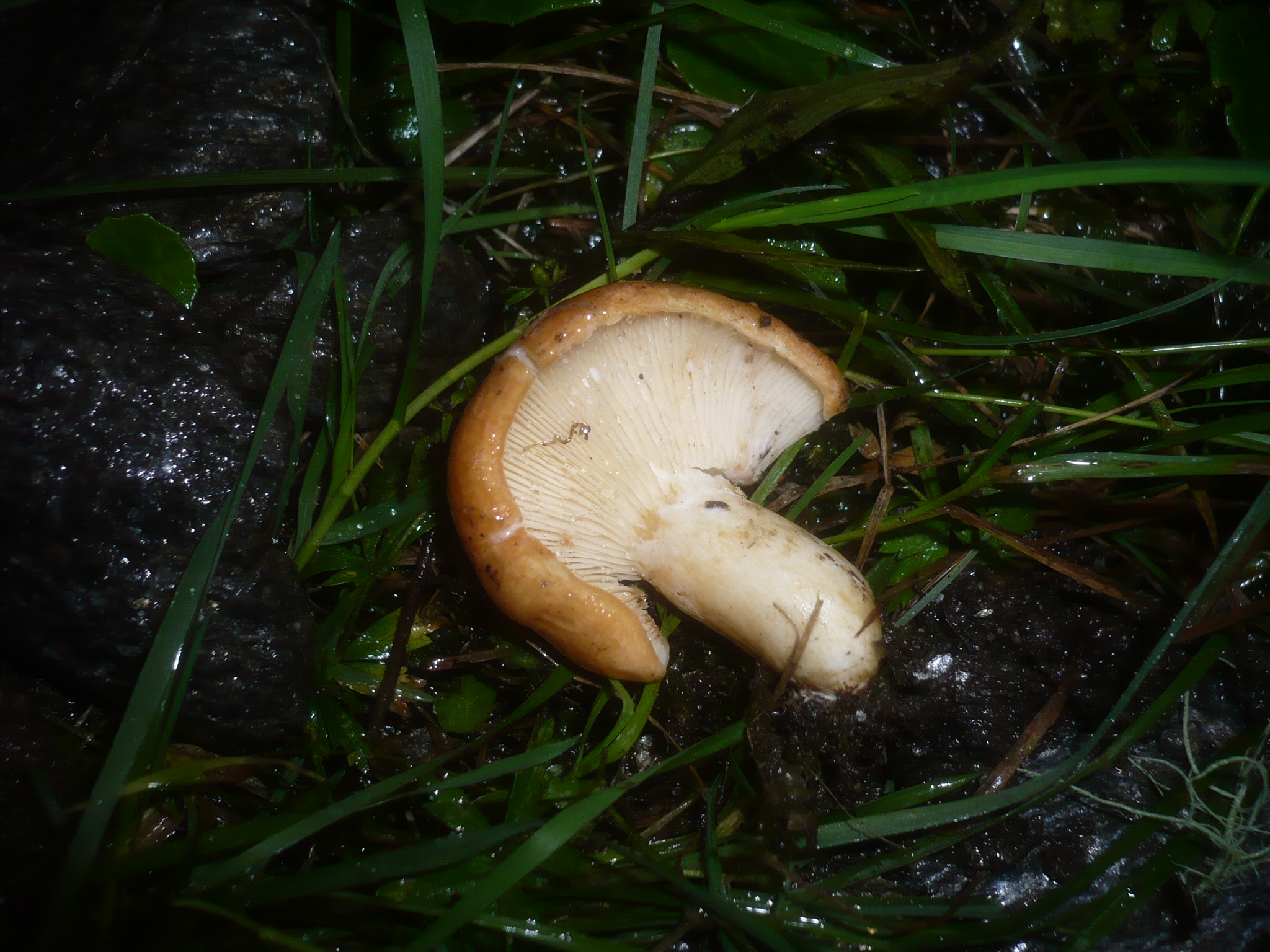

Mleczaj strefowany (Lactarius zonarioides Kühner & Romagn.) – gatunek grzybów należący do rodziny gołąbkowatych (Russulaceae).

## Systematyka i nazewnictwo
Pozycja w klasyfikacji według Index Fungorum: Lactarius, Russulaceae, Russulales, Incertae sedis, Agaricomycetes, Agaricomycotina, Basidiomycota, Fungi.
Po raz pierwszy opisali go w 1953 r. Robert Kühner i Henri Charles Louis Romagnesi.
Alina Skirgiełło w 1998 r. potraktowała Lactarius zonarioides jako synonim gatunku Lactarius bresadolianus Sing. i nadała mu polską nazwę mleczaj ochrowy. Władysław Wojewoda w 2003 r. uznał ją za nieodpowiednią i zaproponował nazwę mleczaj strefowany.

## Morfologia
Kapelusz
Średnica 5–12 cm, kształt początkowo wypukły, szybko jednak rozpłaszcza się i w końcu jest staje się, w środku zagłębiony do wklęsłego. Brzeg początkowo podwinięty, później wyprostowany, czasami nawet nieco odgięty do góry, czasami omszony. Powierzchnia gładka, początkowo ochrowopłowa, później jasno pomarańczowobrązowawa (podobna do rydzów), z wyraźnie widocznymi okrężnymi, ciemniejszymi pręgami i smugami, początkowo sucha, później lepka i nieco błyszcząca.
Blaszki
Dość gęste i dość szerokie, przyrośnięte i nieco zbiegające, bez anastomoz, z międzyblaszkami, czasami rozwidlające się przy trzonie, początkowo kremowe, potem jasnoochrowe z płowym lub rudawym odcieniem. Ostrza ostre, często występują na nich grudki stwardniałego mleczka.
Trzon
Wysokość 3–7 cm, grubość do 1,5 cm, walcowaty, młody gąbczasty, dojrzały pusty. Powierzchnia początkowo gładka i biaława, potem kremowa, miejscami rudawa, oszroniona, u podstawy z niewielkimi jamkami.
Miąższ
Dość gruby, i twardy, biały, po uszkodzeniu po dłuższym czasie jasnoszary, nawet z oliwkowym odcieniem. Mleczko wydziela się obficie, jest białe i na powietrzu nie zmienia barwy. Ma palący smak.
Wysyp zarodników
Jasnoochrowy.
Cechy mikroskopowe
Zarodniki szerokoowalne, o wymiarach 8,3–9,5 × 5–9 μm, brodawkowate i pokryte nieregularną siateczką. Podstawki 42–55 × 9–11 μm. Cheilocystydy rzadko występujące, pleurocystydy częstsze, wąskie, wrzecionowate, czasem główkowate, o wymiarach 50-64 × 5–7 μm.
Gatunki podobne
Jest wiele mleczajów o podobnej barwie i podobnie strefowanych, np.:
- mleczaj modrzewiowy (Lactarius porninsis). Jest podobnej barwy, również ma gorzki smak i jego mleczko nie zmienia barwy, ale rośnie pod modrzewiami,
- mleczaj pręgowany (Lactarius zonarius) także jest podobnej barwy, również ma białe mleczko nie zmieniające barwy, ale rośnie w lasach dębowo-grabowych[4].

## Występowanie i siedlisko
Mleczaj strefowany występuje głównie w Europie. Najwięcej jego stanowisk podano na Półwyspie Skandynawskim, w Alpach i Karpatach. Poza Europą występuje jeszcze w azjatyckiej części Rosji i na niewielkim obszarze na wschodnim wybrzeżu Kanady. W Polsce do 2020 r. podano 19 stanowisk. Niektóre stanowiska podaje także internetowy atlas grzybów. Znajduje się na Czerwonej liście roślin i grzybów Polski. Ma status E– gatunek wymierający, którego przeżycie jest mało prawdopodobne, jeśli nadal będą działać czynniki zagrożenia. W latach 1995–2004 i oraz od roku 2014 objęty ochroną częściową bez możliwości zastosowania wyłączeń spod ochrony uzasadnionych względami gospodarki rolnej, leśnej lub rybackiej.
Naziemny grzyb mykoryzowy żyjący w symbiozie z jodłą, świerkiem i kosodrzewiną. Występuje w górskich lasach, w których rosną świerki i jodły. Owocniki tworzy od sierpnia do października.